# ریچارد کانل
ریچارد کانل (انگلیسی: Richard Connell؛ زاده ۱۷ اکتبر ۱۸۹۳ – درگذشته ۲۲ نوامبر ۱۹۴۹) نویسنده و روزنامه‌نگار اهل ایالات متحده آمریکا بود. وی بیشتر برای داستان کوتاه «خطرناک‌ترین شکار» مشهور شده‌است.
از فیلم‌هایی که وی در آن‌ها نقش داشته‌است، می‌توان به دختر نجیب؟ اشاره نمود.